# Севкабель

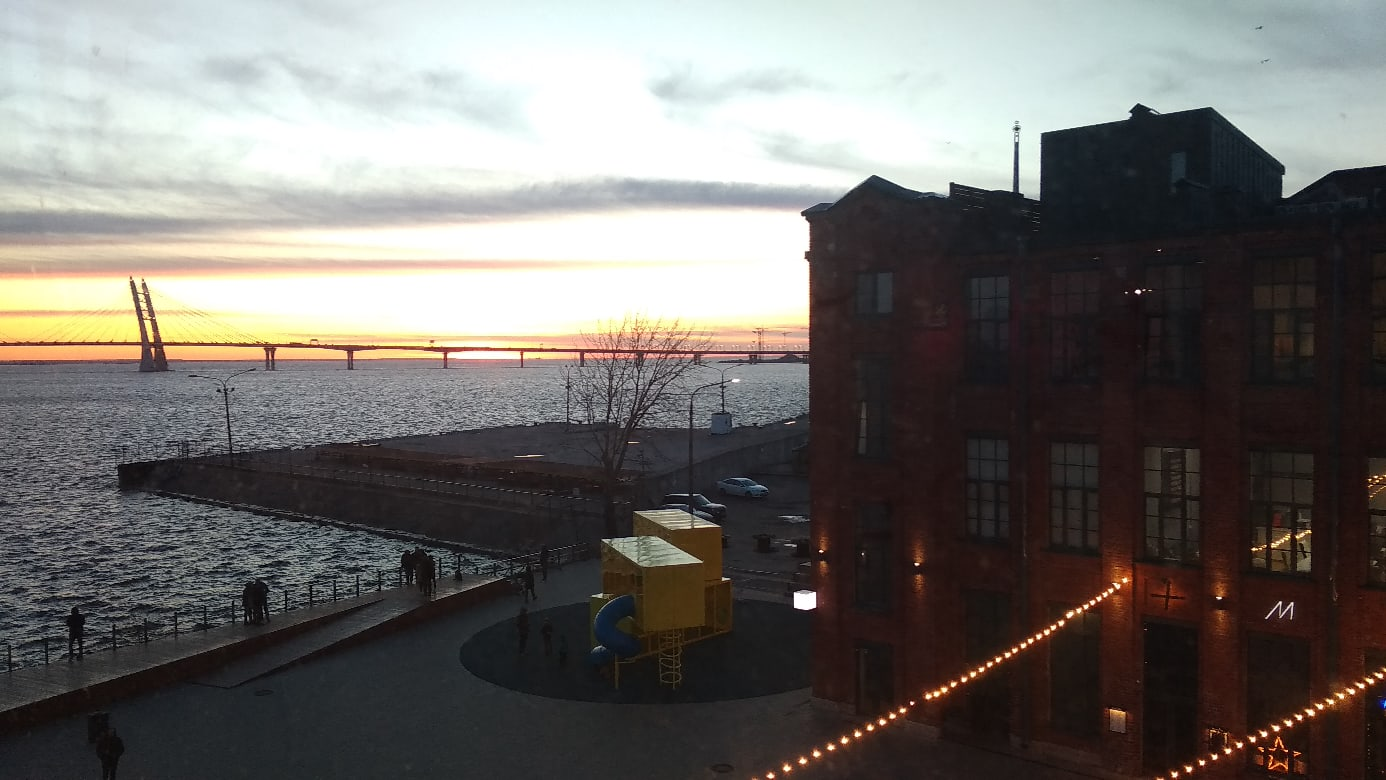
Один из корпусов завода в 2020 году

Севка́бель — производитель кабельно-проводниковой продукции и первый кабельный завод в России. Главная производственная площадка и собственный научно-исследовательский институт (НИИ «Севка́бель») находятся в Санкт-Петербурге на Васильевском острове.

## История

### Siemens & Halske
В середине XIX века Россия нуждалась в коммуникационных технологиях: учитывая размеры страны, связь между городами была крайне необходима. Тесное сотрудничество юной компании Siemens & Halske с Россией, на 15 лет обеспечило стабильными заказами и развитию компании.
25 октября 1879 года немецкому инженеру Карлу Сименсу было выдано свидетельство на разрешение производства работ в построенном им заводе по изготовлению изолированной проволоки и телеграфных кабелей в городе Санкт-Петербурге.
К 1898 году у Сименсов в России кроме кабельного завода имелись производства ламп и медного проката. Три направления были объединены в Акционерное общество русских электротехнических заводов «Сименс и Гальске». Созданное АО приступило к реконструкции предприятия на Кожевенной: вместо деревянных построек были возведены цеха и заводоуправление из красного кирпича.
В 1913 на Кожевенной линии, 39 начали строить новый меднопрокатный завод, чтобы перевести туда производство с Малой Охты.
1 августа 1914 года, как и все прочие производства с германским капиталом, завод перешёл в собственность государства и начал напрямую работать с Военным и Морским ведомствами.
Телеграфная связь, электрическое освещение, аппараты для применения в быту и промышленности, измерительные приборы, арматура для наружного и уличного освещения — всем этим занимался кабельный завод Siemens & Halske.
В начале 1918 года, уже при советской власти, предприятие в очередной раз переименовали. По постановлению Высшего совета народного хозяйства оно получило название «Севкабель», то есть «Северный кабельный завод».

### «Северный кабельный завод»
В Гражданскую войну 1918—1922 года завод продолжал работать, хотя сырья не хватало, а сотрудников осталось всего 350 человек.
Восстановление началось в 1922 году, когда на фоне государственного плана электрификации, спрос на кабельные изделия резко вырос. В то время
«Севкабель» был единственным в СССР кабельным заводом с собственной исследовательской базой.
Завод подвергся интенсивной реновации: отремонтировали цеха, купили новые станки, увеличили штат. Его продукцию использовали при строительстве Волховской и Днепровской ГЭС, металлургических заводов в Кузнецке и Магнитогорске. Севкабель поучаствовал и в энергообеспечении Ленинграда, в частности — провел первые в городе подземные маслонаполненные линии.

### Севкабель в годы Великой Отечественной войны
В годы Великой Отечественной войны кабельные заводы оперативно перестроили свою работу в соответствии с нуждами фронта. Был начат выпуск военно-полевых проводов и кабелей связи, медных поясков для снарядов, специальных типов радиочастотных кабелей и т. д.
Большая часть оборудования была эвакуирована. На баржах в тыл отправлены запасы готовой продукции и техническая документация. Благодаря этому производство не останавливалось за пределами Ленинграда, к тому же, на основе уже имеющегося оборудования и знаний на местах эвакуации образовались очаги высокотехнологичных производств, из которых потом выросли новые заводы
С сентября 1941 года на завод начались налеты вражеской авиации: всего за время блокады в завод было выпущено 300 снарядов, 6 фугасных и 600 зажигательных бомб, десятки работников были ранены и убиты.
В октябре первого года войны под обстрелами и бомбежкой Севкабель изготовил и проложил кабель связи по дну Ладожского озера, а летом 42-го года — проложил дублирующий для бесперебойной связи.
После окончания войны все сотрудники завода были награждены медалью «За доблестный труд в Великой Отечественной войне 1941—1945 годах».

### Лаборатория
В 1946 году «Севкабель» создал собственное ремесленное училище, первым набором которого стали подростки из сел и деревень Орловской области.
В 1947 году директором завода стал его главный инженер Дмитрий Быков и по его проекту на месте склада, сгоревшего во время бомбежки, была создана лаборатория для испытаний высоковольтного кабеля, на тот момент единственная в СССР.

### Возрождение завода
В 1948 году был создан первый в стране агрегат непрерывной вулканизации для изготовления изоляции и оболочек судовых кабелей с резиновой изоляцией. Производство удалось вернуть на предвоенный уровень, обеспечивая высоковольтным кабелем и аппаратурой Московский метрополитен, разрабатывая и запуская в производство коаксинальный подводный кабель связи, конструируя и испытывая первый 220- киловольтный маслонаполненный кабель.

### Производственное объединение
9 мая 1975 года к предприятию на Кожевенной линии присоединяются Псковский кабельный завод и НИИ Кабельной промышленности, и создается ПО «Севкабель».
За 10 лет было сделано многое: подводный кабель для Арктики с противоайсберговой защитой, выпуск камерных кабелей, предназначенных для цветной телетрансляции Олипиады-80, маслонаполненный кабель 110 кВт уникальной длины — 1500 м для энергоснабжения очистных сооружений на о. Белый, электрооборудование для Саяно-Шушенской и Усть-Илимской ГЭС, строительство перевалочно-складской базы «Нева».

### 90-е годы Севкабеля
1990 год ознаменовался созданием опытного производства НИИ ПО
«Севкабель», новый цех по выпуску радиочастотных и подводных кабелей связи, опытные образцы оптических подводных кабелей отправились на испытательные океанские полигоны, заказы от Министерства обороны на подводные кабельные линии на Чёрном море, Финском заливе, Тихом океане, реках Нева, Ока, Волга.

### «Севкабель-Холдинг»
К 2003 году производственное объединение стало акционерным обществом с холдинговой структурой: вплоть до 2011 года к нему присоединялись все новые и новые предприятия.
Однако структура, выстроенная с привлечением заемного капитала, не устояла в условиях развивающейся конкуренции в отрасли, не смогла обслуживать привлеченные кредиты и ушла в процедуру банкротства. В результате, активы «Севкабель-Холдинга» перешли под управление группы компаний «Севкабель».

## Реорганизация
В 2014 году крупнейший кредитор завода банк «Санкт-Петербург» пригласил антикризисную команду во главе с А. Э. Вознесенским для проведения мероприятий по стабилизации и развитию компании. Команда разработала стратегию со следующими сценариям:
- увеличение оборота и фокусирование на ключевых для «Севкабеля» отраслях
- перенос производства в регион с меньшими издержками
- прекращение деятельности с распродажей имущества

Линия стратегии, направленная на увеличение оборота завода «Севкабель» в отдельных нишах была поддержана банком.
План развития и повышения эффективности в долгосрочной перспективе не исключал слияния с отраслевыми игроками и перенос производства из исторического центра Санкт-Петербурга в более подходящий для производства регион.
В развитии этого направления в 2017 году на ПМЭФ было подписано соглашение между Тараном Н. В., контролировавшим на тот момент ГК «Росскат», и управляющей командой «Севкабеля» о продаже технологического оборудования новому юридическому лицу Группы Компаний «Росскат» для производства кабельной продукции. Соглашение предусматривало последующий перенос производства в Самарскую область.
После реализованной интеграции с Самарской ГК «Росскат», по данным Ассоциации производителей КПП на 2019 год, объединённая компания вошла в первую тройку производителей кабельной продукции.
В 2018 году произошла фактическая смена контролирующего собственника АО «Росскат» в результате начала санации ПАО «Промсвязьбанк» и передачи под управление банка «Траст» всех активов «Промсвязьбанк», являвшегося одним из совладельцев и кредитовавшего ГК «Росскат» под залог акций и долей компаний входящих в группу.
Новым контролирующим собственником группы стал банк непрофильных активов «Траст», основной задачей которого являлась реализация нефинансовых активов, находившихся на балансах санируемых банков.
В 2019 году по результатам налоговой проверки ГК «Росскат», основному предприятию группы АО «Росскат» был доначислен налог на добавленную стоимость в размере 1.9 млрд руб. за период 2013—2015 годов.
Для исполнения всех требований налоговых органов и кредиторов банк «Траст» принял решение о проведении процедуры банкротства ГК «Росскат» с целью распродажи имущества и оборудования предприятий группы. Для этого банку необходим был поручитель с положительными финансовыми показателями — таким активом собственники выбрали «Севкабель», который выдал поручительства на сумму порядка 3 млрд рублей.
Несмотря на устойчивый рост «Севкабель» не мог исполнить это обязательство, поэтому банк «Траст» остановил производство и запустил завод в процедуру банкротства.
Команда «Севкабеля» не разделяла видение банка «Траста» о закрытии завода и сдаче оборудования в металлолом, что повлияло на исход процесса банкротства. В результате, получила развитие другая стратегическая линия плана 2015 года, связанная с переносом производства из Санкт-Петербурга в регион с более низкими издержками. Оборудование было вывезено в Псковскую область, что позволило увеличить производственные мощности «СКТ Групп», которая поглотила «Псковкабель» и ряд других проблемных производств кабельной отрасли и стала финансовым партнёром банка «Траст» в процессе санации группы «Росскат».
По итогу утверждённого судом мирового соглашения процедура банкротства была прекращена, требования к юридическому лицу и команде менеджеров сняты.
По информации ООО «СКТ Групп» в июне 2022 года в кабельный кластер было инвестировано 500 млн рублей, и до 2024 года планируется вложить больше 2 млрд рублей. Производственные мощности цехов составляют около 70 000 м2.

## Собственники и руководство
Генеральные директора предприятия:
- Козырев Николай Андреевич (Трудовую деятельность начал в 1963 году на заводе «Севкабель», прошел путь от скрутчика-изолировщика, старшего мастера, заместителя главного технолога, начальника цеха подводных кабелей, заместителя генерального директора по общим вопросам до генерального директора ПО «Севкабель», награждён медалью «За трудовое отличие» указом Президиума Верховного Совета СССР от 10.03.1976 г.
- Дятченко Александр Николаевич 1995-2000гг Кондратьев Вячеслав Алексеевич — до 1 ноября 2005 года[23].
- Федотов Алексей Олегович — с 1 ноября 2005 года[24].
- Рагимов Юнис Турабович — с февраля 2008 года[25].
- Ченцов Вячеслав Сергеевич — с мая 2010 года[26].
- — генеральный директор АООТ «Севкабель». года[27]
- Вознесенский Александр Эрнестович — с 10 сентября 2014 года[28].
- Пидник Артем Юрьевич — с февраля 2015 года[29].
- Ярмилко Сергей Валерьевич — с июля 2018 года по 2020 год[30].

## Значимые проекты ПО Севкабель
- 1960—1961 годы — Первые кабельные вводы производства «Севкабель» на Братской ГЭС
- 1965 год — Кабель на 330 кВ и кабельные вводы для Плявиньской ГЭС, Латвия
- 1967 год — Кабель 220 кВ. Кабельные вводы и муфты для Саратовской ГЭС
- 1970 год — Кабельные вводы на 110 кВ для ВАЗ
- 1970 год — Кабельные вводы на 380 кВ для ТЭС Боксберг, ГДР
- 1973 год — Унифицированные кабельные вводы на 110 кВ для КамАЗа
- 1974 год — Кабельные вводы на 500 кВ для Токтогульской ГЭС
- 1975 год — Кабельные вводы на 500 кВ для Усть-Илимской ГЭС
- 1977 год — Электрооборудование для Саяно-Шушенской ГЭС. Маслонаполненный кабель 110 кВ уникальной длины — 1500 м для энергоснабжения очистных сооружений для о. Белый
- 1978 год — Кабельные вводы на 500 кВ для Нижне-Камской ГЭС. Продукция для энергетической подстанции и выпуск камерных кабелей для цветной ТВ-передачи с Олимпиады-80
- 1979 год — Начало производства кабелей для электрофизических исследований
- 1986 год — Пробные строительные длины подводных оптических кабелей связи через Неву у Литейного моста. Разработка и изготовление кабеля для роботов-манипуляторов, устранявших последствия аварии на Чернобыльской АЭС
- 1988—1990 годы — Создание опытного производства НИИ ПО «Севкабель», заказы от Министерства обороны на подводные кабельные линии на Чёрном море, Финском заливе, Тихом океане, на реках Неве, Оке, Волге
- 1991—1999 годы — Разработка и производство нового поколения нефтепогружных кабелей, современная линия низковольтных кабелей